# Charles Eloundou
Charles Eloundou (Yaoundé, 4 dicembre 1994) è un calciatore camerunese, attaccante dell'Achyrōnas Onīsilos.

## Palmarès

### Club
- Coppa del Camerun: 1

Unisport: 2011-2012
- Campionato camerunese: 1

Cotonsport Garoua: 2013
- Coppa di Cipro: 1

Anorthōsis: 2020-2021